# Der rote Kampfflieger

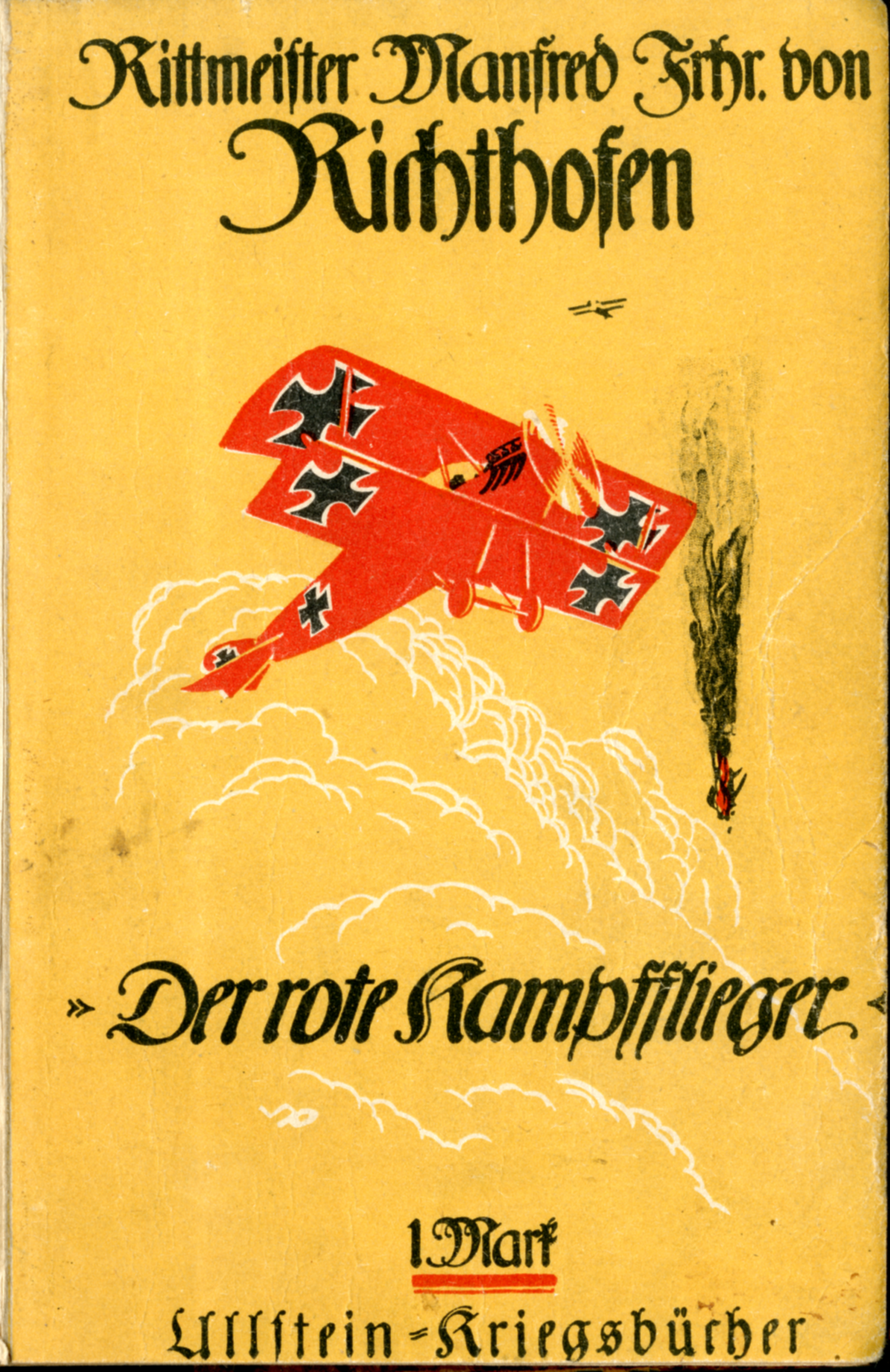
Vorderer Einband der Erstausgabe von Der rote Kampfflieger

Der rote Kampfflieger ist eine 1917 erstmals erschienene autobiographische Schrift des deutschen Jagdfliegers Manfred von Richthofen, der heute als erfolgreichster Pilot des Ersten Weltkriegs gilt. In ihr beschreibt er seinen Lebensweg und seine militärische Karriere, die ihn zum Kampfflieger mit den meisten Luftsiegen (insgesamt 80) machte. Das Werk pflegt in einem simplen Sprachstil das Stereotyp eines ritterlich-ehrenhaften Kriegshelden, der seinem Gegner grundsätzlich überlegen ist und den Luftkampf als nahezu sportliche Betätigung ansieht.

## Entstehung und Publikation

Fotografie Manfred von Richthofens, abgedruckt in der Erstausgabe von Der rote Kampfflieger

Das Werk entstand im vorletzten Kriegsjahr 1917, als der 25-jährige von Richthofen aufgrund seiner militärischen Erfolge bereits intensiv durch die Oberste Heeresleitung (OHL) für Propagandazwecke eingesetzt wurde. Er war zu dieser Zeit schon von diversen Verlagen dazu gedrängt worden, seine Karriere niederzuschreiben, um seine Stilisierung zum Kriegshelden voranzutreiben. Derartige Vorschläge hatte er unter Verweis auf fehlendes Interesse und Talent seinerseits abgelehnt. Als die OHL ihn schließlich allerdings anwies, eine autobiographische Schrift zu verfassen, musste er sich dem fügen: Am 22. Mai begann er im Heimaturlaub in der Villa seiner Eltern in Schweidnitz mit der Abfassung; kurz darauf zog er sich angesichts des massiven Presseansturms auf seine Person auf die Besitzungen des Fürsten Hans Heinrich XV. von Pless in Oberschlesien zurück, wo er die Arbeit bis zu seiner Rückkehr an die Front am 14. Juni fortsetzte. Weiteren Fortschritt erfuhr die Arbeit erst, als von Richthofen nach einer schweren Kopfverletzung am 6. September 1917 zwangsbeurlaubt wurde und sich (mit einer kurzen Unterbrechung) bis zum 23. Oktober bei seiner Familie aufhielt. Für die letzten Schreibarbeiten wurde eine Stenotypistin des Berliner Ullstein-Verlages nach Schweidnitz entsandt, der die letzten Korrekturen am Manuskript diktiert wurden.
Der so entstandene Text wurde allerdings durch den Journalisten und Hauptmann a. D. Erich von Salzmann, der damals als Kriegsberichterstatter für die Vossische Zeitung arbeitete und als Journalist eine eigene Firma unterhielt, noch einmal nach eigenem Gutdünken überarbeitet, was im Autorenvertrag mit dem Ullstein Verlag festgelegt worden war. Durch diesen Eingriff erklärt sich auch der einfache und scheinbar authentische, aber flüssige und literarisch genau durchdachte Stil des Werkes. Das durch von Salzmann fertiggestellte Manuskript wurde seitens der kaiserlichen Nachrichten- und Presseabteilung kontrolliert und zensiert. Da aber die Originalschrift nicht erhalten ist, lassen sich weder die Änderungen des Verlages noch die Zensuren rekonstruieren. Daher taugt das Buch auch nicht als Autobiographie, da unklar ist, welche Teile Manfred von Richthofen beisteuerte und welche Erich von Salzmann einfügte.
Die Publikation ging äußerst schnell vonstatten und noch im Oktober war „Der rote Kampfflieger“ im Taschenbuchformat als Nummer 30 der Reihe „Ullstein Kriegsbücher“ im Handel. Es wurde ein enormer wirtschaftlicher Erfolg und erreichte bis 1918 eine Auflage von 500.000 verkauften Exemplaren. Im Jahr nach der Veröffentlichung wurde Manfred von Richthofen während eines Luftkampfes durch einen australischen MG-Schützen vom Boden aus getötet.

## Inhalt und Aufbau
Der rote Kampfflieger sollte, den Üblichkeiten der Reihe „Ullstein Kriegsbücher“ entsprechend, ein möglichst authentisch wirkender und stilistisch unkomplizierter „Augenzeugenbericht“ der Kriegshandlungen sein. Dabei wurde allerdings die Realität des Ersten Weltkriegs – der industrialisierte Massenkrieg – ausgeblendet und ihr das anachronistische und verklärte Bild eines individuell handelnden und tugendhaften Kampfhelden entgegengestellt. Für diese Stilisierung eigneten sich statt einfachen Soldaten Marinekapitäne und vor allem Kampfflieger wie von Richthofen besonders gut. Monika Szczepaniak spricht in diesem Zusammenhang aus genderwissenschaftlicher Perspektive von „(post)heroischer Männlichkeitskonstruktion“, also von der Erzeugung eines Heldenbildes in einer Zeit, als der Krieg längst nicht mehr von klassischer Heldenhaftigkeit geprägt war.
Die Schrift lässt sich charakterisieren als „autobiographische Episodensammlung mit einem simplen dramatischen Grundmuster“. Die Abschnitte schildern meist einen ritterlichen Kampf des Piloten von Richthofen, aus dem dieser als Heldenfigur und (mehr oder minder) sieghaft hervorgeht. Die Metaphern, die dabei genutzt werden, verharmlosen die Tötung des Gegners. So erscheint der Krieg als Sport, bei dem Rekorde aufgestellt werden können, oder auch als eine Form von Jagd, in der das Gegenüber zwar ein Individuum ist, aber als „Wild“ keine Persönlichkeitsmerkmale aufweist. Engländer werden dabei noch eher als ebenbürtige Gegner angesehen, mit denen ein heldenhaftes Duell möglich ist und die nach ihrem Abschuss unter Umständen sogar geschont werden; Russen gelten dagegen als Angehörige eines unterentwickelten Volkes, die massenhaft vernichtet werden. Grundsätzlich zeigt von Richthofen, dass ihm das Töten Spaß bringt und sich aus der Vogelperspektive und den technischen Kampfmöglichkeiten eines Piloten ein befriedigendes Überlegenheitsgefühl ergibt. Gerade zu Beginn des Buches stellt der Autor aber auch seine „Fehlbarkeit“, teilweise sogar seine jugendliche Naivität und Kriegsunerfahrenheit heraus, um Distanz dem Leser gegenüber abzubauen.
Der rote Kampfflieger folgt einem grundsätzlich chronologischem Aufbau, vielen der kurzen Kapitel ist eine Datumsangabe vorangestellt. Der Titel des Buches bezieht sich auf die auffällige rote Maschine, die von Richthofen flog (und bald auch der Rest seiner Staffel, um die Feinde zu verwirren und den berühmten Flieger zu schützen). In recht kurzen Kapiteln werden zunächst knapp die militärischen Erlebnisse der Vorfahren und Episoden aus von Richthofens Kinder- und Jugendzeit dargestellt. Der Hauptteil des Buches behandelt dann seine Karriere im Ulanen-Regiment, in der Infanterie-Brigade und vor allem schließlich ab 1915 als Kampfflieger. Die letzten Abschnitte greifen dann noch einige andere Themen auf, beschäftigen sich zum Beispiel mit der Einstellung eines Kriegspiloten, mit der Auerochsenjagd von Richthofens während seines Heimaturlaubs (eigentlich ein Wisent, wie Richthofen auch im Text erklärt) und mit der technischen Entwicklung der Kampfflugzeuge.

## Weitere Ausgaben
Bei den diversen Neuauflagen des Werkes nach 1917 wurden zahlreiche Kürzungen und Ergänzungen vorgenommen. 1920 erschien, durch Erich von Salzmann herausgegeben, unter dem Titel „Ein Heldenleben“ eine Neuausgabe, bei der die Abbildungen und einige Teile des Textes weggelassen wurden. Stattdessen umfasst die Publikation diverse Dokumente zum Leben von Richthofens, die von ihm selbst, aber auch von Familienmitgliedern (Bruder, Mutter), Augenzeugen und anderen Personen stammen und fast zwei Drittel des Buchinhalts ausmachen. Seine Heldenhaftigkeit, außergewöhnliche physische Konstitution und sein militärischer Wert werden darin noch einmal stärker betont, aber auch sein Leben als Junggeselle ironisch kommentiert. Die Ausgabe verkaufte sich jedoch bedeutend schlechter als die Erstpublikation – lediglich 26.000 Exemplare wurden gedruckt. 1933 wurde eine weitere Neuauflage mit Ergänzungen durch Manfred von Richthofens Bruder Karl-Bolko und einem Vorwort von Hermann Göring herausgegeben, die wieder größeren Erfolg hatte (350.000 Exemplare). Co-Autor war Hans Rudolf Berndorff, der Ursprungstext von 1917 war unter der Überschrift „Mein Leben im Kriege“ Teil des Gesamtwerks neben ergänzenden Dokumenten, wie sie bereits 1920 abgedruckt wurden. Unter anderem wurde die Vorfahrenschaft des Kampffliegers im Vergleich zur Erstausgabe nun nicht mehr als zivile und unkriegerische, sondern als traditionell militärische Familie dargestellt; ein Bericht des kanadischen Fliegerhauptmanns Roy Brown über den Tod und die Beisetzung von Richthofens sollte den Mythos der Unbesiegbarkeit bestärken. Durch diverse editorische Anpassungen erschien von Richthofen als Vorläufer der Nationalsozialisten und als Soldat, der die notwendigen Opfer des Kriegsregimes voller Ergebenheit erbrachte; die individuellen Eigenschaften von Richthofens wurden zugunsten einer weiteren Hervorhebung der Ritterlichkeit und Pflichterfüllung in den Hintergrund gestellt.
Während des Dritten Reiches erschienen zahlreiche weitere Ausgaben des Werkes, im Ullstein Verlag (1933 mehrfach, 1936, 1937, 1938, 1939; nach 1937 unter der Bezeichnung „Deutscher Verlag“), bei Winkler in Darmstadt (1933, 1934, 1936, 1937, 1939, 1941) und der Buchgemeinde Bonn am Rhein (1934), zum Teil auch in deutscher Kurzschrift. 1977 wurde eine Ausgabe im Verlag Matthes & Seitz publiziert, die zunächst den Text der Erstausgabe von 1917 enthielt und daran anschließend ein Essay von Friedrich Wilhelm Korff, das „erstmals Gesichtspunkte heutiger Psychologie zur Würdigung einer bestimmten historischen Situation heranzieht“. In dieser Studie findet sich jeweils auf der rechten Seite der Text Korffs, auf der linken Seite unterstützende oder illustrierende Zeitdokumente beziehungsweise Zitate aus den früheren Fassungen von „Der rote Kampfflieger“. 1990 erschien wiederum ein (entgegen den Angaben im Impressum leicht modifizierter) Abdruck der Originalpublikation mit einem Vorwort des NATO-Generalsekretärs Manfred Wörner. Beide genannten Auflagen versuchen das Bild der Ritterlichkeit und Tugendhaftigkeit von Richthofens zu stützen und für die Moralvorstellungen ihrer Zeit nutzbar zu machen, indem sie unter anderem sein Selbstbild als ehrenhafter Jäger (Waidgerechtigkeit) betonen. Wörner geht besonders auf das ‘vorbildhafte’ Verhalten des Kampffliegers ein, der es entgegen den Tendenzen seiner Zeit abgelehnt habe, sinnlos Menschen zu töten. Neben diesen Versionen sind seit 1977 in verschiedenen Verlagen noch diverse weitere Neudrucke erschienen.
Eine englische Übersetzung von James Ellis Barker erschien 1918 unter dem Titel „The Red Battle Flyer“. Diese war ohne die erforderliche Zustimmung der deutschen Rechteinhaber herausgegeben worden, da das Werk die Taktik deutscher Kampfpiloten verdeutlichte und damit für die englische Kriegsführung von Relevanz war. Eine weitere Übertragung ins Englische durch Peter Kilduff wurde erstmals 1969 veröffentlicht.
Bis 1939 erreichten alle Ausgaben zusammengenommen eine Auflagenhöhe von 1 226 000 Stück. Damit steht Der rote Kampfflieger als meistverkauftes Buch an der Spitze der deutschen Weltkriegsliteratur, noch vor Erich Maria Remarques Im Westen nichts Neues.

## Wirkung
Die Schrift begründete in ihren zahlreichen Neuauflagen den Personenkult um von Richthofen als Heldenfigur, der sich nach Ende des Krieges herausbildete. Von ihrem Titel ausgehend, wurde der Kampfflieger dabei unter dem Beinamen „Der Rote Baron“ berühmt (vermutlich zurückgehend auf eine englische Publikation, die den deutschen Adelstitel Freiherr mit baron übersetzte). Die Rezeption erfolgte dabei sowohl in demokratischen Staatsformen (Weimarer Republik, Bundesrepublik Deutschland) als auch während des Dritten Reiches intensiv, wobei sich die diversen Darstellungen teilweise weit von der historischen Persönlichkeit entfernten.
Das Buch wurde auch für neuere Abhandlungen über den „roten Baron“ immer wieder als Quelle herangezogen, obwohl es als Autobiographie nicht taugt. So bestreitet etwa Joachim Castan in seiner 2007 erschienenen Richthofen-Biographie, dass Der rote Kampfflieger von einem Ghostwriter geschrieben wurde, obwohl dies bereits 1999 durch René Schilling widerlegt worden war und durch andere Autoren bestätigt wurde.
Manfred von Richthofen ist namensgebend geworden für das Jagdgeschwader 71 der Luftwaffe. Diverse Straßenbenennungen erfolgten nach ihm, außerdem spielt er wiederholt eine Rolle in Computerspielen, literarischen oder musikalischen Werken sowie der Spielzeugindustrie. An Filmen sind besonders die amerikanische Produktion Manfred von Richthofen – Der Rote Baron (1971) und der deutsche Spielfilm Der Rote Baron (2008) zu nennen, in denen die Stereotype aufgegriffen werden, welche 1917 im „Roten Kampfflieger“ erstmals eine breite Öffentlichkeit erreicht hatten.

## Ausgaben (Auswahl)

Titelblatt der ersten Ausgabe von 1917

- Manfred von Richthofen: Der rote Kampfflieger (= Ullstein-Kriegsbücher. Band 30). Ullstein, Berlin 1917.
- Manfred von Richthofen: The red air fighter. With preface and explanatory notes by C. G. Grey. The „Aeroplane“ & General Publishing Co., London 1918.
- Manfred von Richthofen: Ein Heldenleben. Ullstein, Berlin 1920.
- Manfred von Richthofen: Der rote Kampfflieger. Eingeleitet und ergänzt von Bolko Freiherr von Richthofen. Mit einem Vorwort von Hermann Göring. Ullstein, Berlin 1933 (stark gekürzt).
- Manfred von Richthofen: The Red Baron. Translated by Peter Kilduff. Doubleday, Garden City (New York) 1969.
- Manfred von Richthofen: Der rote Kampfflieger: Der rote Baron. Die Geschichte des legendären Flieger-As in seinen eigenen Worten. Mit einer Studie von Friedrich Wilhelm Korff. Matthes & Seitz, München 1977.
- Manfred von Richthofen: Der rote Kampfflieger. Einführung von Manfred Wörner. Germa Press, Hamburg 1990.
- Manfred von Richthofen: Der rote Kampfflieger: Die vollständige Autobiographie des Roten Barons mit erklärenden Fußnoten. edition:nihil.interit, Wien 2019.

Eine vollständige Übersicht über alle Ausgaben (Stand 2015) hat Nadine Seidel zusammengestellt.